# كلية كرانويل للقوات الجوية
كلية كرانويل للقوات الجوية (بالإنجليزية: Royal Air Force College Cranwell)‏، تقع كلية كرانويل بالقرب من قرية سليفورد في شرق إنجلترا. وتعد الكلية أهم مدرسة لتدريب القوات الجوية الملكية، منذ تأسيسها عام 1920. وخلال الحرب العالمية الثانية، تأهل للقتال في كرانويل آلاف الطياريين البريطانيين والمشاة وغيرهم من الجنود التابعين للقوات الفرنسية الحرة.